# أليكساندرو شيريتا
أليكساندرو شيريتا (بالرومانية: Alexandru Chiriță)‏ هو لاعب كرة قدم روماني في مركز نصف الجناح، ولد في 24 يونيو 1996 في بلويشت في رومانيا. لعب مع سي إف آر كلوج ونادي بترولول بلويشتي.

## وصلات خارجية
- أليكساندرو شيريتا على موقع قاعدة بيانات كرة القدم.إي يو (الإنجليزية)
- أليكساندرو شيريتا على موقع Soccerway.com (الإنجليزية)
- أليكساندرو شيريتا على موقع عالم كرة القدم.نت (الإنجليزية)